# 츠나 케이토
츠나 케이토(일본어: 綱 啓永 쓰나 게이토[*], 1998년 12월 24일 ~ )는 일본의 배우이다.

## 인물
- 좋아하는 음식은 견과류,초콜릿이라고 한다.
- 쥬논 콘테스트 그랑프리 결과 발표 전날 할머니가 돌아가셨다는 일화가 있다.
- 7살 아래의 여동생이 있는데 남매 간의 사이는 좋다고 한다.

## 출연작

### TV 드라마
- 문학 처녀(2018) - 기와바타 류노스케
- 기사룡전대 류소저 - 멜토 / 류소우블루 역
- 홈룸(2020) - 야하기 켄

## 영화
- 기사룡전대 류소저 VS 루팡레인저 VS 패트레인저 - 멜토 / 류소우블루 역
- 기사룡전대 류소저 THE MOVIE 타임슬립! 공룡패닉!!! - 멜토 / 류소우블루 역
- HIGH & LOW THE WORST (2019)